# Plan Build Back Better
El plan Build Back Better, o la agenda Build Back Better, fue un marco legislativo propuesto por el presidente de los Estados Unidos Joe Biden entre 2020 y 2021. Generalmente, visto como ambicioso en tamaño y alcance, buscó realizar las mayores inversiones públicas a nivel nacional en programas sociales, de infraestructura, y ambientales desde las políticas de lucha contra la Gran Depresión de la década de 1930 del New Deal.
El plan se dividió en tres partes: una de ellas, el Plan de Rescate Estadounidense, un proyecto de ley de gastos de alivio de COVID-19, se convirtió en ley en marzo de 2021. Las otras dos partes se reelaboraron en diferentes proyectos de ley en el transcurso de extensas negociaciones dentro y entre las entidades del Congreso. El Plan de Empleo Estadounidense (AJP, por sus siglas en inglés) fue una propuesta para abordar las necesidades de infraestructura desatendidas hace tiempo, y reducir las contribuciones de los Estados Unidos a los efectos destructivos del cambio climático; el Plan de las Familias Estadounidenses (AFP, por sus siglas en inglés) fue una propuesta para financiar una variedad de iniciativas de política social, algunas de las cuales (por ejemplo, licencia familiar pagada) nunca antes se habían promulgado a nivel nacional en los Estados Unidos.
Los aspectos de los objetivos de infraestructura del AJP se desviaron a otro proyecto de ley, la Ley de Inversión en Infraestructura y Empleos, que se convirtió en ley el 15 de noviembre de 2021. Otras prioridades del AJP (por ejemplo, la remediación del cambio climático; y la reforma de la atención médica domiciliaria) se fusionaron con el AFP para formar lo que se llamó la Ley Build Back Better, pero los republicanos del Congreso se opusieron firmemente. Si bien el proyecto de ley fue aprobado por la Cámara de Representantes, luchó por obtener el apoyo de los demócratas Joe Manchin, de Virgina Occidental, y Kyrsten Sinema, de Arizona, en el Senado. Manchin y Sinema negociaron la reducción del tamaño, el alcance y el costo de la Ley Build Back Better de manera significativa con Biden y los líderes demócratas del Congreso. En última instancia, Manchin, ampliamente visto como el voto decisivo para aprobar el proyecto en el Senado, lo rechazó por las tácticas procesales utilizadas. Las negociaciones entre Manchin y el líder de la mayoría del Senado, Chuck Schumer, dieron como resultado la Ley de Reducción de la Inflación de 2022.

## Contexto
La pandemia de COVID-19 causó pérdidas sustanciales de empleos en los Estados Unidos, con una estimación en mayo de 2020 que mostró que había resultado en la mayor crisis de desempleo desde la Gran Depresión.
Durante su presidencia, Donald Trump planteó el uso de tasas de interés bajas para gastar en infraestructura, incluidas carreteras, puentes y túneles, pero excluyó específicamente las iniciativas del Green New Deal apoyadas por algunos de los miembros del Partido Demócrata.

## Objetivos
Poco antes de su investidura como 46.º presidente de los Estados Unidos, Joe Biden estableció los siguientes objetivos para la agenda Build Back Better:
1. Construir una infraestructura moderna.
2. Posicionar a la industria automotriz de los Estados Unidos de tal forma que "el siglo XXI finalice con tecnología inventada en América".
3. Lograr un sector energético libre de contaminación por carbono para 2035.
4. Realizar inversiones drásticas para la eficiencia energética de los edificios, incluida la realización de 4 millones de remodelaciones y la construcción de 1,5 millones de viviendas asequibles.
5. Buscar una inversión histórica en innovación de energía limpia.
6. Avanzar en la agricultura sostenible y la conservación.
7. Asegurar una justicia ambiental y una oportunidad económica equitativa.[10]

## Plan de Rescate Estadounidense
La primera parte del plan resultó en un paquete de ayuda por COVID-19 de USD 1,9 billones, conocido como la Ley del Plan de Rescate Estadounidense de 2021. Se convirtió en ley el 11 de marzo mediante el procedimiento de reconciliación, lo que le permitió entrar en vigor con el apoyo demócrata unánime en el Senado y sin votos republicanos.

## Plan de Empleo Estadounidense

### Propuesta original

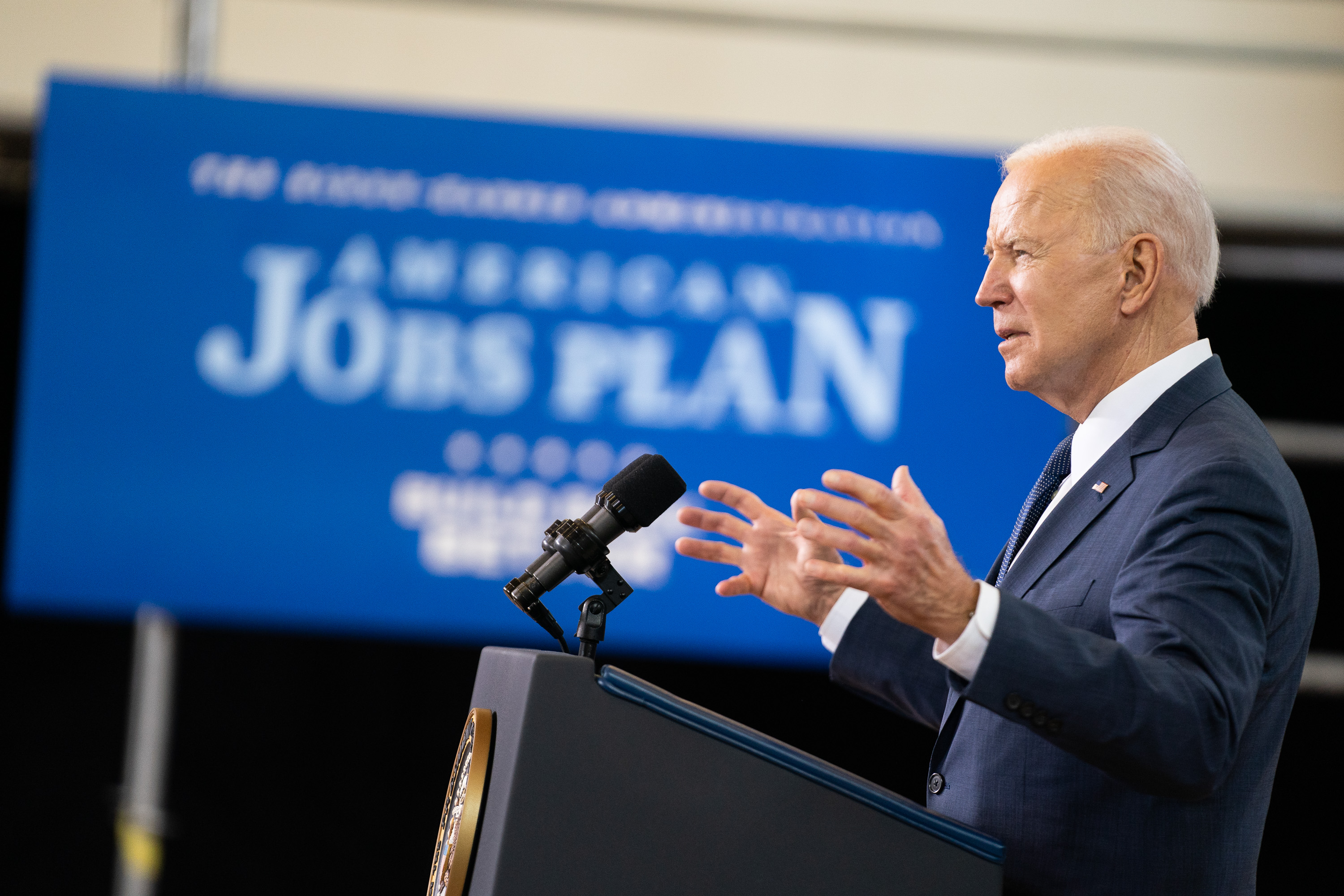
Biden habla sobre el Plan de Empleo Estadounidense en Pittsburgh, marzo de 2021.

El 31 de marzo de 2021, Biden reveló los detalles del Plan de Empleos Estadounidenses de USD 2,3 billones (que, combinado con el Plan de Familias Estadounidenses, ascendió a USD 4 billones en gastos de infraestructura), que presentó como "un esfuerzo transformador para reformar la economía de la nación". El plan tenía como objetivo crear millones de puestos de trabajo, reforzar los sindicatos, ampliar las protecciones laborales y abordar el cambio climático.

#### Infraestructura física
El plan requería USD 621 mil millones de gasto en infraestructura de transporte. Eso incluyó 115 mil millones para carreteras y caminos, 80 mil millones para mejorar los ferrocarriles estadounidenses, 85 mil millones para modernizar el transporte público, 25 mil millones para aeropuertos, 174 mil millones para incentivar la adopción de vehículos eléctricos (incluidos 15 mil millones para la construcción de 500 000 estaciones de carga de vehículos eléctricos para 2030), y 17 mil millones para vías navegables interiores, puertos costeros, puertos de entrada terrestres y transbordadores. También pidió electrificar al menos el 20% de la flota de autobuses escolares amarillos del país.
El plan requería USD 100 mil millones en fondos para la infraestructura energética estadounidense, con el objetivo de hacer la transición del país a una producción de electricidad 100 % libre de carbono para 2035. Tenía la intención de establecer una "autoridad de Despliegue de Red" dentro del Departamento de Energía para apoyar la construcción de líneas de transmisión de alto voltaje.

#### Infraestructura "en casa"
El plan incluía USD 213 mil millones para construir y modernizar más de 2 millones de viviendas y 40 mil millones para mejorar la vivienda pública. También buscó acabar con la zonificación excluyente. El plan incluía USD 111 mil millones para modernizar los sistemas de agua potable, aguas residuales y aguas pluviales. USD 45 mil millones de dicho monto se destinaron a reemplazar el 100 % de las tuberías de agua de plomo del país. El plan apuntaba a brindar cobertura universal de banda ancha de alta velocidad.
El Plan de Empleo Estadounidense propuso una inversión de USD 16 mil millones para tapar los "pozos huérfanos", pozos abandonados de petróleo o gas que continuamente liberan emisiones de metano. El plan contenía USD 100 mil millones para construir y mejorar las escuelas públicas, 25 mil millones para mejorar las instalaciones de cuidado infantil y 12 mil millones para gastar en colegios comunitarios.
Además, contenía una propuesta para un Cuerpo Climático Civil modelado libremente a partir del Cuerpo Civil de Conservación (CCC) creado durante el New Deal. También propuso que se asignaran USD 10 mil millones para el programa, que según la Casa Blanca crearía entre 10 000 y 20 000 puestos de trabajo. En contraste, durante sus nueve años de funcionamiento, alrededor de tres millones de personas participaron en el CCC original.

#### Investigación y desarrollo
El plan habría gastado USD 180 mil millones en investigación y desarrollo, incluidos gastos sustanciales en energía limpia e investigación climática básica. También habría gastado 50 mil millones en tecnología de semiconductores. El plan reservó USD 300 mil millones para gastos de fabricación.

#### "Economía de cuidado"
El plan incluía USD 400 mil millones para ampliar el acceso a la atención domiciliaria o comunitaria para personas mayores y personas con discapacidad.

#### Ley PRO
La aprobación de la Ley de Protección del Derecho a Organizarse (Ley PRO) se incluyó como parte de la propuesta. La legislación reforzaría los sindicatos al anular las leyes estatales de derecho al trabajo; y hacer seguras las elecciones sindicales.

#### Fondos
Se planeó que la financiación proviniera del aumento de la tasa del impuesto corporativo como parte de un "plan fiscal hecho en Estados Unidos" propuesto. Esto habría revertido parcialmente la Ley de Empleos y Reducción de Impuestos de 2017. La tasa del impuesto corporativo se habría elevado del 21 % al 28 %, acercándola a la tasa anterior a 2017 del 35 %. El plan tenía como objetivo recaudar más de USD 2 billones para 2036, con otros métodos que incluyen la eliminación de los subsidios para las empresas de combustibles fósiles, el aumento del impuesto mínimo global de aproximadamente el 13 % al 21 % y el gasto deficitario.
También estaba previsto un aumento de la renta intangible global de baja imposición (GILTI) del 10,5 % al 21 %. Los impuestos de GILTI se dirigen a activos intangibles como patentes, derechos de autor y marcas comerciales que, a veces, las empresas pueden utilizar para evadir impuestos. Este impuesto se creó en 2017 para disuadir a las empresas con sede en los Estados Unidos de transferir sus ganancias a paraísos fiscales corporativos.

### Proyecto de ley bipartidista
El 28 de julio de 2022, los negociadores del Senado anunciaron que se había llegado a un acuerdo de USD 1,2 billones para infraestructura física. Según NPR, esto incluía:
- 110 mil millones para carreteras, puentes y otros proyectos importantes;
- 11 mil millones en programas de seguridad en el transporte;
- 39 mil millones en modernización del tránsito y accesibilidad mejorada;
- 66 mil millones en ferrocarril;
- 7.5 mil millones para construir una red nacional de cargadores de vehículos eléctricos;
- 73 mil millones en infraestructura eléctrica y transmisión de energía limpia, y
- 65 mil millones para el desarrollo de banda ancha.

El proyecto de ley también convirtió a la Agencia de Desarrollo de Empresas Minoritarias en una agencia permanente. El 10 de agosto, el Senado votó 69 a 31 para promover el proyecto de ley. El 5 de noviembre, la Cámara de Representantes lo aprobó, 228-206. Biden convirtió la legislación en ley el 15 de noviembre.

### Recepción
El Centro para el Progreso Estadounidense (CAP, por sus siglas en inglés), un grupo liberal de expertos, elogió el AJP original por su enfoque en la justicia climática. El programa también recibió el apoyo de algunos sindicatos; y el presidente de la AFL-CIO, Richard Trumka, elogió el plan por su inclusión de la Ley PRO. El senador Bernie Sanders se mostró a favor del plan y argumentó que la Casa Blanca debería ir más allá.
Los conservadores políticos calificaron la legislación original como costosa y cuestionaron la inclusión de áreas de política que tradicionalmente no se consideraban "infraestructura". El senador republicano, Ted Cruz, criticó el plan, argumentando que conduciría a la pérdida de empleos y serviría como un "New Deal lite, disfrazado en un plan de infraestructura". El líder de la minoría de la Cámara de Representantes, Kevin McCarthy, calificó el plan de "grandes expansiones de las agencias gubernamentales e incluso más inflación que generarán costos más altos para todos los estadounidenses".

## Plan de las Familias Estadounidenses
En abril de 2021, la administración de Joe Biden anunció los detalles del Plan de las Familias Estadounidenses (en inglés: American Families Plan; acrónimo: AFP).

### Propuesta original

#### "Economía de cuidado"
La tercera parte de la agenda original de Build Back Better, el Plan de las Familias Estadounidenses, reservó USD 1 billón en nuevos gastos y 800 mil millones en créditos fiscales (ambos durante diez años). Esto incluía:
- USD 200 mil millones en gasto en cuidado infantil, asegurando que ninguna familia tenga que pagar más del 7 % de sus ingresos en esto.
- Alrededor de 200 mil millones para hacer que los preescolares estén disponibles universalmente en forma gratuita,
- Poco más de 200 mil millones para licencia familiar paga y médica subsidiada por el gobierno,[41]
- Unos 300 mil millones para hacer que la universidad comunitaria sea gratuita para todos los estadounidenses, y
- 200 mil millones en subsidios de seguro médico disponibles a través de los intercambios de atención médica de la Ley del Cuidado de Salud a Bajo Precio .[42][40][43]

Habría extendido el impulso al crédito fiscal por hijos hecho en el Plan de Rescate Estadounidense, que efectivamente convirtió el crédito en una asignación por hijo. También revocaría una restricción federal para que las personas con condenas por delitos graves de drogas obtengan beneficios de alimentos a través del Programa de Asistencia Nutricional Suplementaria (SNAP).

#### Fondos
El proyecto de ley debía haber sido financiado, al menos parcialmente, por una serie de aumentos de impuestos a los estadounidenses e inversores de altos ingresos, incluida la restauración de la tasa marginal máxima del impuesto sobre la renta a su nivel anterior a 2017 del 39,6 % y casi el doble de las ganancias de capital para las personas que ganan más de USD 1 millón, así como la eliminación de una disposición en el código fiscal que reduce las ganancias de capital en algunos activos heredados, como casas de vacaciones. También habría aumentado los ingresos al aumentar el presupuesto del Servicio de Impuestos Internos en USD 80 mil millones (durante diez años), que la Casa Blanca estimó podría generar más de 700 mil millones en ingresos que de otro modo se habrían perdido debido a la evasión de impuestos. Además, habría requerido que los bancos informaran las salidas y entradas totales de la cuenta al IRS para ayudar a detectar tal hecho.

### Ley de Reconciliación
Se implementó un proyecto de ley de reconciliación de USD 3.5 billones que incluía medidas relacionadas con el cambio climático, ayuda familiar, y expansiones de Medicare, pero no logró el apoyo de los republicanos y de los demócratas moderados. El 28 de octubre de 2021, la Casa Blanca publicó un nuevo marco de 1,75 billones, pero aún tuvo problemas para obtener el apoyo del senador demócrata Joe Manchin para usar el proceso de reconciliación. Después de que no logró igualar su costo previsto, Manchin, rechazó el proyecto de ley, condenando su aprobación.

### Ley de Reducción de la Inflación
En julio de 2022, las negociaciones entre Manchin y el líder de la mayoría del Senado, Chuck Schumer, dieron como resultado un acuerdo sobre una versión reducida y modificada del proyecto de ley original, la Ley de Reducción de la Inflación de 2022. Este proyecto de ley recaudaría USD 737 mil millones en ingresos y gastaría 437 mil millones. Los 300 mil millones restantes se destinarían a la reducción del déficit. Los principales objetivos del proyecto de ley incluyen reducir la inflación actual y futura, reformar los impuestos corporativos, reducir los precios de los medicamentos recetados para los consumidores, extender los subsidios al seguro médico a través de la Ley del Cuidado de Salud a Bajo Precio y reducir las emisiones de gases de efecto invernadero mientras se impulsa la producción de energía doméstica.